# Panagjurište
Panagjurište (in bulgaro Панагюрище?) è un comune bulgaro situato nella Regione di Pazardžik di 29 924 abitanti (dati 2009). La sede comunale è nella località omonima

## Località
Il comune è formato dall'insieme delle seguenti località:
- Panagjurište (sede comunale)
- Banja
- Băta
- Elšica
- Levski
- Oborište
- Panagjurski kolonii
- Poibrene
- Popinci
- Srebrinovo